# アクセス (ゲーム会社)
株式会社アクセスは、かつて存在した日本のゲームソフト開発会社。コンシューマーゲーム及びパチンコ機用制御ソフトの受託開発を主な事業としていた。
主な開発タイトルとして『悪魔城年代記 悪魔城ドラキュラ』（PS版、コナミ）、『イースIII』・『イースV』（PS2版、タイトー）、『ザ・コンビニ』シリーズ（PS版・SS版、ヒューマン）、『HUNTER×HUNTER』シリーズ（WS版・WSC版、バンダイ）など。

## 概要
ファミコン後期に活動していたゲームメーカー『アイ・ジー・エス』の元社員らにより、1991年に設立される。
古くはPCエンジンやゲームボーイ用ソフトに始まり、PlayStation 2の頃までの主だったゲームコンソールの多くで開発実績があり、大手ゲームメーカー製IPのシリーズ開発やリメイクを得意としていた。2010年頃に解散。

## 制作作品
特に注釈がない限り、開発全般を担当
- 女神転生外伝 ラストバイブルシリーズ
  - 女神転生外伝 ラストバイブル (1992年、GB版、アトラス) - 企画以外開発全般
  - 女神転生外伝 ラストバイブルII (1993年、GB版、アトラス) - 企画以外開発全般

- 魔神転生シリーズ
  - RONDE －輪舞曲－ (1997年、SS版、アトラス) - プログラム、グラフィック
- 真・女神転生デビルチルドレンシリーズ
  - 真・女神転生 デビルチルドレン 黒の書・赤の書 (2002年、PS版、アトラス)
- ウィザードリィシリーズ
  - ウィザードリィI・II (1993年、PCエンジン版、ナグザット)
  - ウィザードリィIII・IV (1994年、PCエンジン版、ナグザット)
  - ウィザードリィV (1992年、PCエンジン版、ナグザット)
  - ウィザードリィ 外伝IV ～胎魔の鼓動～ (1996年、SFC版、アスキー)
  - ウィザードリィ 〜DIMGUIL〜 (2000年、PS版、アスキー)
- ザ・コンビニシリーズ
  - ザ・コンビニ ～あの町を独占せよ～ (1997年、PS・SS版、ヒューマン)
  - ザ・コンビニ2 ～全国チェーン展開だ!～ (1998年、PS・SS版、ヒューマン)
- ぬし釣りシリーズ
  - 川のぬし釣り -秘境を求めて- (1998年、PS版、パック・イン・ソフト)
  - 海のぬし釣り -宝島に向かって- (1999年、PS版、パック・イン・ソフト)
- ハンター×ハンターシリーズ
  - HUNTER×HUNTER 意志を継ぐ者（2000年、WS版、バンダイ)
  - HUNTER×HUNTER それぞれの決意（2001年、WSC版、バンダイ)
  - HUNTER×HUNTER 導かれし者（2001年、WSC版、バンダイ)
  - HUNTER×HUNTER G・I（グリードアイランド）(2003年、WSC版、バンダイ)
- SIMPLEシリーズ
  - SIMPLE1500シリーズ Vol.29 THE つり (2000年、PS版、D3P)
  - SIMPLE1500シリーズ Vol.76 THE ドッヂボール (2002年、PS版、D3P)
  - SIMPLE1500シリーズ Vol.96 THE 野球2 〜2002プロ野球〜 (2002年、PS版、D3P)
  - SIMPLE1500実用シリーズ vol.13 心理ゲーム 〜それいけ×ココロジー ココロのウソの摩訶不思議〜 (2002年、PS版、D3P)
  - SIMPLEキャラクター2000シリーズ Vol.10 魁!!男塾 THE 怒馳暴流（ドッチボール） (2002年、PS版、バンダイ／D3P)
  - SIMPLEキャラクター2000シリーズ Vol.15 サイボーグ009 THE ブロックくずし (2002年、PS版、バンダイ／D3P)
  - SIMPLEキャラクター2000シリーズ Vol.17 戦闘メカ ザブングル THE レースインアクション (2003年、PS版、バンダイ／D3P)
  - SIMPLE2960ともだちシリーズ Vol.1 THE テーブルゲームコレクション ～麻雀・将棋・花札・リバーシ～ (2003年、GBA版、D3P)
  - SIMPLE2960ともだちシリーズ Vol.2 THE ブロックくずし (2003年、GBA版、D3P)
  - SIMPLE2000シリーズ Vol.49 THE ドッヂボール 〜World Champion Dodge Baller〜 (2004年、PS2版、D3P)
- イースシリーズ
  - イースIII WANDERERS FROM Ys (2005年、PS2版、タイトー)
  - イースV -Lost Kefin, Kingdom of Sand- (2006年、PS2版、タイトー)
- ノンタンといっしょ くるくるぱずる (1994年、GB版、ビクターエンターテインメント) - 企画以外開発全般 ※ゲームフリークと共同開発
- 放課後 in Beppin女学院 (1995年、SFC版、イマジニア)
- 高速思考 将棋皇 (1995年、SFC版、イマジニア)
- 羽生名人のおもしろ将棋 (1995年、SFC版、トミー)
- 赤ずきんチャチャ (1995年、GB版、トミー)
- 同級生 (1995年、PCエンジン版、NECアベニュー) - グラフィック
- 紺碧の艦隊 (1995年、SFC版、エンジェル)
- 月面のアヌビス (1995年、SFC版、イマジニア)
- プロ棋士人生シミュレーション 将棋の花道 (1996年、SFC版、アトラス)
- 誕生 〜Debut〜 (1996年、PCエンジン版、NECアベニュー) - グラフィック
- 月下の棋士 -王竜戦- (1996年、PS・SS版、バンプレスト)
- 天地無用!連鎖必要 (1997年、SS版、パイオニアLDC）
- 仮面ライダー作戦ファイル1 (1997年、SS版、東映ビデオ）
- WEB MYSTERY 予知夢ヲ見ル猫 (1999年、DC版、メビウス) - プログラム
- 汽車でGO! (2000年、PS版、タイトー)
- 悪魔城年代記 悪魔城ドラキュラ (2001年、PS版、コナミ)
- ハローキティコレクション ミラクルファッションメーカー (2001年、GBA版、イマジニア)
- X -CARD OF FATE- (2002年、WSC版、バンダイ)
- コンバットチョロQ アドバンス大作戦 (2002年、GBA版、タカラ)
- みんなのソフトシリーズ 上海 (2003年、GBA版、サクセス)
- イリスのアトリエ グランファンタズム (2006年、PS2版、ガスト) - フィールドCG
- マナケミア 〜学園の錬金術士たち〜 (2007年、PS2版、ガスト) - フィールドCG
- ピクピク ～解くと絵になる３つのパズル～ (2007年、DS版、サクセス)
- 超熱血高校くにおくん ドッジボール部 (2008年、DS版、アークシステムワークス)
- A列車で行こうDS (2009年、DS版、アートディンク)
- ナイツ・イン・ザ・ナイトメア (2010年、PSP版、スティング／アトラス)